# Stefan Momirov
Stefan Momirov (in serbo Стефан Момиров?; Vršac, 18 dicembre 1999) è un cestista serbo.